# Дзелда
Дзелда (латыш. Dzelda) — населённый пункт в Скрундском крае Латвии. Административный центр Никрацской волости. Находится на реке Дзелда у автодороги P116 (Кулдига — Скрунда — Эмбуте). Расстояние до города Кулдига составляет около 54 км. По данным на 2015 год, в населённом пункте проживало 335 человек. Есть волостная администрация, начальная школа, почтовое отделение, досуговый центр, библиотека, несколько магазинов. В селе находится братское кладбище советских воинов, погибших в Великой Отечественной войне. Рядом расположен памятник археологии — городище Дзелда.

## История
Впервые упоминается в 1253 году. В XIX веке село являлось центром поместья Грос-Дзельден. В 1889 году насчитывалось 40 дворов и 547 жителей
В советское время населённый пункт был центром Никрацского сельсовета Кулдигского района. В селе располагалась центральная усадьба совхоза «Никраце».